# 强制性高潮

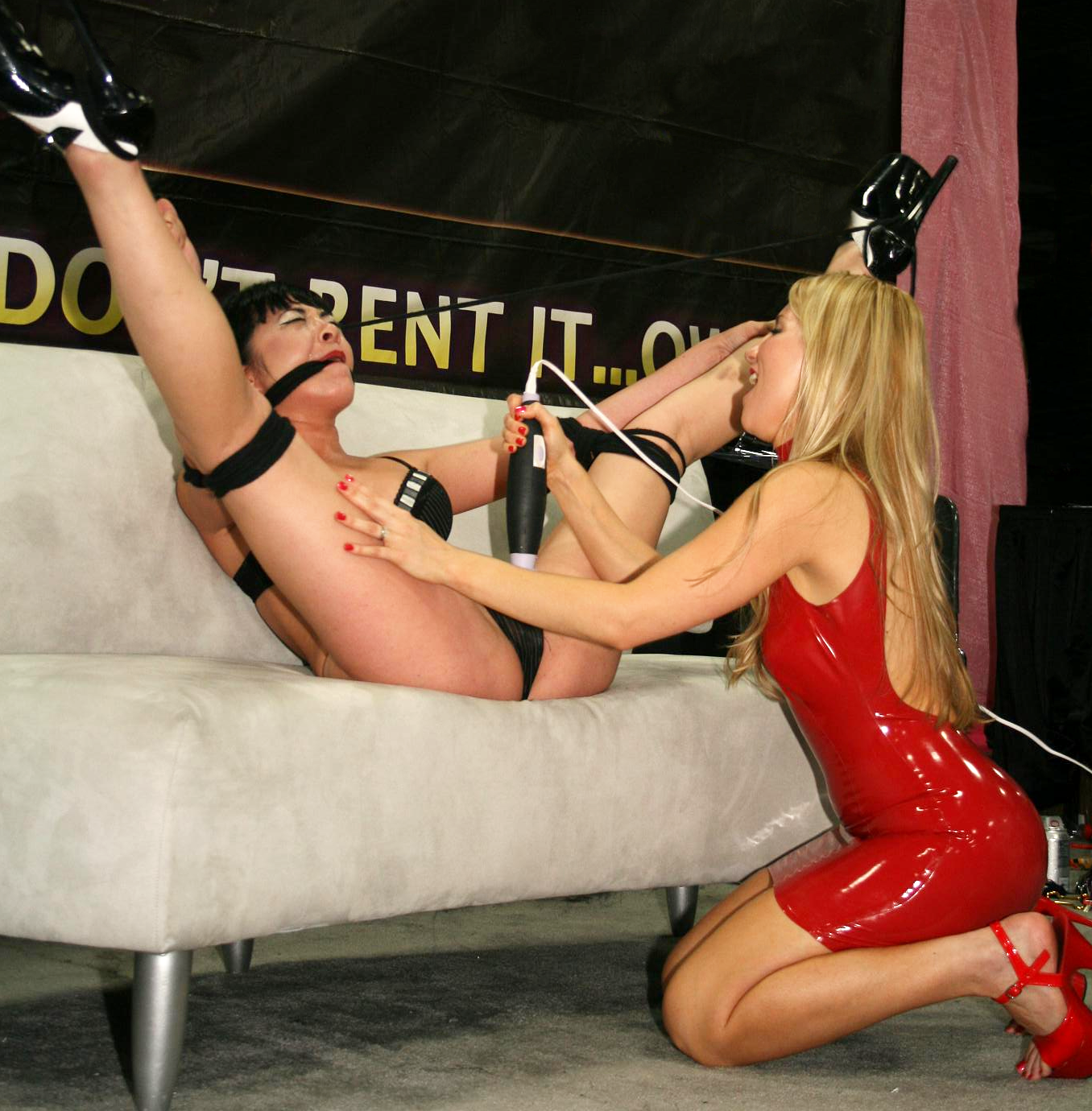
一个女人被绑在家具进行强制性高潮

强制性高潮，是性高潮的一种形式，让伙伴对某人性刺激导致性高潮。在BDSM或性角色扮演，可对对象进行束缚，以控制速度和刺激的持续时间。

## 非自愿性高潮
非自愿性高潮也是强制性高潮（如强奸或性侵犯），往往使受害者产生羞耻感。在未经请求的性接触和经历性高潮的人中发生强制性高潮的機率是非常低的，但因为受害者感到羞耻或尴尬，该类行为报道率低，因此非自愿性高潮有可能发生。